# Hermann Rorschach
Herman Rorschach (Zürich, 8. studenog 1884. – Herisau, 1. lipnja 1922.) bio je švicarski psihijatar i psiohoanalitičar, najpoznatiji po razvoju projektivnog testa poznatijeg kao Rorschachov test mrlja. Ovaj test navodno reflektira nesvjesne dijelove osobnosti. U tom se testu pojedincu pokazuju 10 mrlja, jedna po jedna, i pita ih se koje oblike i figure vide u svakoj od njih.

## Životopis
Rorschach rodio se u Zürichu, a djetinjstvo i mladost je proveo u Schaffhausenu, u sjevernoj Švicarskoj. Njegovi su ga školski prijatelji zvali Klecks, odnosno Mrlja, jer je uživao u kelcksografiji, stvaranju slika mrljama tinte.
Rorschachov otac, učitelj likovne umjetnosti, poticao ga je da se kreativno izrazi kroz slikanje i crtanje konvencionalnim slikama. Kada se približio trenutak mature, nije mogao odlučiti između umjetničke i znanstvene karijere. Napisao je pismo slavnom njemačkom biologu, Ernst Haeckelu, pitajući ga za savjet. Znanstvenik je predložio - znanost i Rorschach upisuje medicinsku školu pri sveučilištu u Zürichu. Rorschach je počeo učiti ruski i 1906., dok je studirao, za vrijeme praznika posjetio Rusiju. Rorschach je 1909. diplomirao na medicinskom fakultetu u Zürichu i istovremeno se zaručio s Olgom Stempelin, djevojkom iz Kazana u Republici Tatarstan, u Rusiji. Krajem 1913. oženio se za Olgu te se par preselio u Rusiju. Rorschach je dobio sina 1917. te kćer 1919. godine.
Jedan od profesora koji je podučavao Rorschacha je bio i istaknuti psihijatar Eugen Bleuler, koji je učio i Carla Junga. Novosti u intelektualnim krugovima vezane na psihoanalizu, neprestano su podsječale Rorschacha na njegove mrlje od tinte iz djetinjstva. Pitajući se zašto različiti ljudi često vide potpuno različite stvari u istim mrljama tinte, počeo je, još kao student medicine, pokazivati mrlje tinte školskoj djeci i analizirati njihove odgovore.
Njemački doktor Justinus Kerner je 1857. godine izdao popularni knjigu pjesama, od kojih je svaka bila nadahnuta nasumičnom mrljom tinte, te se nagađalo da je Rorschach znao za tu knjigu. Francuski psiholog Alfred Binet je također eksperimentirao s mrljama tinte i testovima kreativnosti.
U srpnju 1914. se Rorschach vratio u Švicarsku gdje je radio kao zamjenik direktora u psihijatrijskoj bolnici u Herisauu. Glavna načela testa mrlja tinte je objasnio 1921. godine u svojoj knjizi Psychodiagnostik. Test mrlja tinte je doživio trenutni uspjeh zbog naizgled čudesnog čitanja ponašanja koji je omogućavao. Međutim, neki od psihijatara su takav test smatrali znanstveno bezvrijednim.
Samo jednu godinu nakon objavljivanja svoje knjige, Rorschach je preminuo od peritonitisa, vjerojatno posljedice prsnuća slijepog crijeva. Još uvijek je bio zamjenik direktora bolinice u Herisau kada je umro 1. travnja 1922. u 38. godini života.

## Vanjske poveznice

### Sestrinski projekti
|  | Zajednički poslužitelj ima još gradiva o temi Hermann Rorschach |

### Mrežna sjedišta
- Arhiv i zbirka Hermanna Rorschacha  Arhivirana inačica izvorne stranice od 12. studenoga 2013. (Wayback Machine)